# Тайлер Тоффолі
Тайлер Тоффолі (англ. Tyler Toffoli, нар. 24 квітня 1992, Скарборо) — канадський хокеїст, крайній нападник клубу НХЛ «Сан-Хосе Шаркс». Гравець збірної команди Канади.
Володар Кубка Стенлі.

## Ігрова кар'єра
Хокейну кар'єру розпочав 2007 року. На драфті ОХЛ обраний клубом «Оттава 67-і». За підсумками першого сезону в ОХЛ Тайлер потрапив до першої команди зірок.
2010 року був обраний на драфті НХЛ під 47-м загальним номером командою «Лос-Анджелес Кінгс». На драфті КХЛ був обраний під 169-м загальним номером командою «Трактор» (Челябінськ).
19 квітня 2011 Тоффолі уклав трирічний контракт з «королями». Наступний сезон він провів у складі «Оттава 67-і», а першу частину 2012–13 у складі фарм-клубу «Манчестер Монаркс».
16 березня 2013 року Тоффолі дебютував у НХЛ в переможній грі 5–2 над «Сан-Хосе Шаркс». 18 березня у другому своєму матчі Тайлер відзначився голом у переможній грі 4–0 над «Фінікс Койотс». 12 квітня 2013 року Тайлер отримав пам'ятну нагороду Дадлі «Реда» Гарретта. 8 травня 2013 нападнидебютував у плей-оф замінивши травмованого Кітона Еллербі.
Початок сезону 2013–14 Тайлер провів у складі «Манчестер Монаркс». 9 листопада він став автором дублю в матчі проти «Ванкувер Канакс». 2 грудня в матчі проти «Сент-Луїс Блюз» Тоффолі вдруге відзначився дублем. Кінець сезону він провів у складі «Манчестера» але на плей-оф Кубка Стенлі був викликаний до складу «королів» ставши одним із ключових гравців «Кінгс».
Через інфекційний мононуклеоз він пропустив частину сезону 2014–15. 12 лютого 2014 року Тайлер став автором хет-трику в переможній грі 5–2 над «Калгарі Флеймс».
Сезон 2016–17 Тоффолі пропустив через травму лівого коліна та переніс успішну операцію 25 квітня 2017 року. 7 червня 2017 року «Лос-Анджелес Кінгс» уклав з нападником трирічний контракт.
15 лютого 2020 року Тоффолі став першим гравцем в історії ліги, який оформив хет-трик у грі на відкритому повітрі проти «Колорадо Аваланч».
17 лютого 2020 його обміняли до клубу «Ванкувер Канакс». У першій грі плей-оф проти «Міннесота Вайлд» він зазнав розтягнення гомілковостопного суглоба. Він повернувся до другої гри проти «Вегас Голден Найтс».
12 жовтня 2020 року, як вільний агент Тоффолі підписав чотирирічний контракт з клубом НХЛ «Монреаль Канадієнс». У першій грі за «канадців» проти своєї колишньої команди «Ванкувер Канакс» записав до свого активу хет-трик.

## На рівні збірних
У складі національної збірної Канади став двічі чемпіоном світу в 2015 та 2023 році.

## Досягнення
- Трофей Едді Паверса — 2011.[23]
- Пам'ятна нагорода Дадлі «Реда» Гарретта — 2013.[24]
- Володар Кубка Стенлі в складі «Лос-Анджелес Кінгс» — 2014.

## Статистика

### Клубні виступи
| Сезон        | Клуб                    | Ліга         | Регулярний сезон | Регулярний сезон | Регулярний сезон | Регулярний сезон | Регулярний сезон | Плей-оф | Плей-оф | Плей-оф | Плей-оф | Плей-оф |
| Сезон        | Клуб                    | Ліга         | І                | Г                | П                | О                | ШХ               | І       | Г       | П       | О       | ШХ      |
| ------------ | ----------------------- | ------------ | ---------------- | ---------------- | ---------------- | ---------------- | ---------------- | ------- | ------- | ------- | ------- | ------- |
| 2007–08      | «Торонто Юн. Канадієнс» | ОЮХЛ         | 2                | 2                | 0                | 2                | 0                | —       | —       | —       | —       | —       |
| 2008–09      | «Оттава 67-і»           | ОХЛ          | 54               | 17               | 29               | 46               | 16               | 7       | 2       | 6       | 8       | 4       |
| 2009–10      | «Оттава 67-і»           | ОХЛ          | 65               | 37               | 42               | 79               | 54               | 12      | 7       | 6       | 13      | 10      |
| 2010–11      | «Оттава 67-і»           | ОХЛ          | 68               | 57               | 51               | 108              | 33               | 4       | 3       | 5       | 8       | 4       |
| 2010–11      | «Манчестер Монаркс»     | АХЛ          | 1                | 0                | 1                | 1                | 0                | 5       | 1       | 0       | 1       | 6       |
| 2011–12      | «Оттава 67-і»           | ОХЛ          | 65               | 52               | 48               | 100              | 22               | 18      | 11      | 7       | 18      | 21      |
| 2012–13      | «Манчестер Монаркс»     | АХЛ          | 58               | 28               | 23               | 51               | 18               | —       | —       | —       | —       | —       |
| 2012–13      | «Лос-Анджелес Кінгс»    | НХЛ          | 10               | 2                | 3                | 5                | 2                | 12      | 2       | 4       | 6       | 0       |
| 2013–14      | «Манчестер Монаркс»     | АХЛ          | 18               | 15               | 8                | 23               | 4                | —       | —       | —       | —       | —       |
| 2013–14      | «Лос-Анджелес Кінгс»    | НХЛ          | 62               | 12               | 17               | 29               | 10               | 26      | 7       | 7       | 14      | 10      |
| 2014–15      | «Лос-Анджелес Кінгс»    | НХЛ          | 76               | 23               | 26               | 49               | 37               | —       | —       | —       | —       | —       |
| 2015–16      | «Лос-Анджелес Кінгс»    | НХЛ          | 82               | 31               | 27               | 58               | 20               | 5       | 0       | 1       | 1       | 2       |
| 2016–17      | «Лос-Анджелес Кінгс»    | НХЛ          | 63               | 16               | 18               | 34               | 22               | —       | —       | —       | —       | —       |
| 2017–18      | «Лос-Анджелес Кінгс»    | НХЛ          | 82               | 24               | 23               | 47               | 16               | 4       | 0       | 0       | 0       | 0       |
| 2018–19      | «Лос-Анджелес Кінгс»    | НХЛ          | 82               | 13               | 21               | 34               | 23               | —       | —       | —       | —       | —       |
| 2019–20      | «Лос-Анджелес Кінгс»    | НХЛ          | 58               | 18               | 16               | 34               | 16               | —       | —       | —       | —       | —       |
| 2019–20      | «Ванкувер Канакс»       | НХЛ          | 10               | 6                | 4                | 10               | 4                | 7       | 2       | 2       | 4       | 0       |
| 2020–21      | «Монреаль Канадієнс»    | НХЛ          | 52               | 28               | 16               | 44               | 24               | 22      | 5       | 9       | 14      | 6       |
| 2021–22      | «Монреаль Канадієнс»    | НХЛ          | 37               | 9                | 17               | 26               | 4                | —       | —       | —       | —       | —       |
| 2021–22      | «Калгарі Флеймс»        | НХЛ          | 37               | 11               | 12               | 23               | 10               | 12      | 2       | 3       | 5       | 6       |
| 2022–23      | «Калгарі Флеймс»        | НХЛ          | 82               | 34               | 39               | 73               | 28               | —       | —       | —       | —       | —       |
| 2023–24      | «Нью-Джерсі Девілс»     | НХЛ          | 61               | 26               | 18               | 44               | 12               | —       | —       | —       | —       | —       |
| 2023–24      | «Вінніпег Джетс»        | НХЛ          | 18               | 7                | 4                | 11               | 2                | 5       | 2       | 0       | 2       | 0       |
| Усього в НХЛ | Усього в НХЛ            | Усього в НХЛ | 812              | 260              | 261              | 521              | 230              | 93      | 20      | 26      | 46      | 24      |

### Збірна
| Рік                | Команда            | Турнір             | Місце              | І  | Г | П | О  | ШХ |
| ------------------ | ------------------ | ------------------ | ------------------ | -- | - | - | -- | -- |
| 2009               | Канада Онтаріо     | U17                | 1                  | 6  | 4 | 5 | 9  | 6  |
| 2015               | Канада             | ЧС                 | 1                  | 10 | 2 | 3 | 5  | 2  |
| 2023               | Канада             | ЧС                 | 1                  | 10 | 3 | 3 | 6  | 2  |
| Молодіжна збірна   | Молодіжна збірна   | Молодіжна збірна   | Молодіжна збірна   | 6  | 4 | 5 | 9  | 6  |
| Національна збірна | Національна збірна | Національна збірна | Національна збірна | 20 | 5 | 6 | 11 | 4  |